# Horváth Bálint (zalai alpénztárnok)
Mankóbüki Horváth Bálint (Ják, 1822. június 1.–Zalaegerszeg, 1885. május 4.), Zala vármegye alpénztárnoka, vármegyei bizottsági tag, a Zalavármegyei Gazdasági Egyesület tagja, alszolgabíró, jogász, esküdt, földbirtokos.

## Családja és származása
A római katolikus Sopron vármegyei nemesi származású mankóbüki Horváth családnak a sarja. Apja mankóbüki Horváth István, jáki földbirtokos, anyja kozmafalvi Kozma Erzsébet volt. Az apai nagyszülei mankóbüki Horváth János, földbirtokos és Németh Anna voltak. Az apai nagyapai dédszülei mankóbüki Horváth István, földbirtokos és gosztonyi Gosztonyi Julianna voltak. Horváth Bálint ősszülei mankóbüki Horváth Bálint (†1634), Vas vármegye alispánja, földbirtokos és bogádi Bogády alias Kőveskúthy Dorottya voltak.

## Élete
Horváth Bálint 1867. május 6-a és 1872. január 9-e között a zalaegerszegi járás alszolgabírójaként tevékenykedett. 1883. decemberétől Zala vármegye alpénztárnokaként dolgozott egészen haláláig 1885. május 4-éig. Horváth Bálint a felesége révén Zalaboldogfán volt földbirtokos, ahol közös gyermekeit nevelték.

## Házassága és leszármazottjai

A novakoveczi Tomasich család címere (1718)

1858. július 12.-én a római katolikus alsóbagodi plébánián feleségül vette a nemesi származású novakoveczi Tomasich Ilona (Alsólendva, 1835. augusztus 6.–Zalaboldogfa, 1891. június 18.) kisasszonyt, akinek a szülei novakoveczi Tomasich János (1796–1856), ügyvéd táblabíró, földbirtokos és a nemesnépi Marton családnak a sarja nemesnépi Marton Anna (1802-1843) voltak. Az apai nagyszülei idősebb novakoveczi Tomasich János (1756–1806), Zala vármegye földmérője, földbirtokos és a Hahót-Buzád nemzetségből származó Csány Terézia asszony voltak; az anyai nagyszülei ifjabb nemesnépi Marton György (1767-1843) táblabíró, a lövői járás alszolgabírája, földbirtokos és a petrikeresztúri Patay családnak a sarja, petrikeresztúri Patay Rozália (1779-1845) asszony voltak. Mankóbüki Horváth Bálintné novakoveczi Tomasich Ilonának az anyai nagybátyja nemesnépi Marton József (1797-1858), táblabíró, a zalaegerszegi, majd a zalalövői járásnak az alszolgabírája, földbirtokos, valamint nemesnépi Marton Pál (1806–1893), földbirtokos, táblabíró; mankóbüki Horváth Bálintné egyik fivére novakoveczi Tomasich Sándor (1837–1896), Zala vármegye főpénztárnoka, földbirtokos. Az esküvői tanúk niczkilaki és ondódi Laky Rafael (1819–1865), földbirtokos és nemes Balla László földbirtokos voltak. Horváth Bálint és Tomasits Ilona frigyéből 4 fiúgyermek érte el a felnőttkort:
- mankóbüki Horváth István (Zalaboldogfa, 1859. december 19.–†–Zalaegerszeg, 1919. október 2.), Zala vármegyei iroda igazgató. Nőtlen.[7]
- mankóbüki Horváth János Nepomuk Pál (Zalaboldogfa, 1862. május 21.–Budapest, 1903. július 11.), MÁV díjnok, földbirtokos. Nőtlen.[8][9]
- mankóbüki Horváth Ferenc Imre György (Zalaboldogfa, 1864. április 5.–†?), MÁV ellenőr. Felesége: Sokol Mária Anna (Liptószentmiklós, 1874. június 19.–†?).[10]
- mankóbüki Horváth Kálmán (Zalaboldogfa, 1868. augusztus 31.–Zalaegerszeg, 1910. május 25.), Zala vármegye számvevője, helyettes főpénztárnoka, pénzügyi számvizsgálója, földbirtokos. Nőtlen.[11][12]